# Methia brevis
Methia brevis är en skalbaggsart som beskrevs av Henry Clinton Fall 1929. Methia brevis ingår i släktet Methia och familjen långhorningar. Inga underarter finns listade i Catalogue of Life.